# Tomasz Makowski (football)
Tomasz Makowski, né le 19 juillet 1999 à Zgierz en Pologne, est un footballeur polonais qui évolue au poste de milieu central au Zagłębie Lubin.

## Biographie

### Carrière en club
Tomasz Makowski est né à Zgierz en Pologne et il est formé au Lechia Gdańsk. Il ne débute cependant pas en professionnel avec ce club, étant prêté au Górnik Łęczna, en deuxième division polonaise, lors de la saison 2017-2018. Il joue son premier match en professionnel, le 5 août 2017, face au Zagłębie Sosnowiec, rencontre remportée par le Górnik Łęczna sur le score de deux buts à un. Il joue en tout 21 matchs toutes compétitions confondues avec ce club.
Makowski fait ensuite son retour au Lechia Gdańsk, où il fait sa première apparition avec l'équipe première le 25 septembre 2018, lors d'une rencontre de coupe de Pologne contre le Wisła Cracovie qui se solde par la victoire aux tirs au but de son équipe. C'est lors de cette même compétition qu'il inscrit son premier but en professionnel, le 5 décembre de la même année face au Bruk-Bet Termalica Nieciecza, contre qui le Lechia s'impose (1-3). Il obtient également le premier titre de sa carrière lors de cette édition de la compétition, le Lechia remportant la coupe de Pologne.
Lors de l'été 2022, Tomasz Makowski rejoint le Zagłębie Lubin. Le transfert est annoncé le 20 juin 2022 et il signe un contrat de deux ans,.

### En sélection
Tomasz Makowski est régulièrement appelé dans les différentes sélections de jeunes de la Pologne. Il commence avec les moins de 16 ans, jouant dix matchs avec cette sélection entre 2014 et 2015.
Il représente l'équipe de Pologne des moins de 17 ans de 2015 à 2016, faisant un total de onze apparitions.
Makowski est sélectionné avec les moins de 20 ans pour participer à la coupe du monde des moins de 20 ans. Lors de ce tournoi organisé en Pologne il joue trois matchs en tant que titulaire. Son équipe est éliminée en huitièmes de finale, battue par l'Italie (1-0 score final). Au total Makowski joue treize matchs avec les moins de 20 ans entre 2018 et 2019, et marque quatre but. Il officie également à plusieurs reprises comme capitaine.
Makowski joue son premier match avec l'équipe de Pologne espoirs le 8 septembre 2020 contre la Russie. Il est titularisé et son équipe l'emporte par un but à zéro.

## Palmarès

### En club
Lechia Gdańsk
- Vainqueur de la Coupe de Pologne en 2019
- Vainqueur de la Supercoupe de Pologne en 2019